# René Mels
René Meulemans, dit René Mels (1909-1977), est un peintre, dessinateur, graveur (aquafortiste), sculpteur, céramiste et peintre-verrier de nationalité belge.

## Biographie
Né à Herent-lez-Louvain (Leuven) en 1909, René Mels fait ses études à l'Académie de Leuven (prof. : Alfred Delaunois) et de Bruxelles (1930-1933, prof. : Henri Van Haelen, Alfred Bastien, Jean Delville) et ensuite à l'École nationale supérieure d'architecture et des arts visuels de la Cambre (Bruxelles, 1937-1938). Il épouse l'artiste Renée Petit.
À partir de 1931 il expose au cercle artistique de Leuven un expressionnisme qui emprunte beaucoup à Constant Permeke. Il réalise également divers travaux décoratifs. Il participe en 1938 à l'exposition Art Jeune organisée par Charles Pry dans la salle de l'Atrium au Jardin botanique de Bruxelles avec quelques artistes : Gaston Bertrand, Anne Bonnet, Louis Van Lint. Il participe en 1941 aux salons Art Jeune.
Après cette période marquée par l'expressionnisme, il évolue vers l'abstraction dès 1947. Il s'intéresse au nombre d'or et oriente en ce sens sa composition.
Membre de la Jeune Peinture belge, il participe en 1947-1948 aux activités du mouvement et notamment, en octobre-novembre 1947, à l'exposition au Palais des Beaux-Arts de Bruxelles.
« ... René Mels, par un souci de construction, une souplesse d'écriture et un usage du chromatisme en tant que tel, décante le réel dès le milieu du siècle. Son accomplissement se trouve dans le domaine de la gravure qu'il porte au plus haut niveau d'invention et d'originalité, à travers matière, couleur et relief; ces recherches trouveront alors leurs échos dans sa peinture.La peinture abstraite en Belgique 1920-1970 » (Philippe Roberts-Jones).
Il obtient en 1950 une bourse de l'État belge qui lui permet de faire un séjour en France. Il fréquente l'Atelier 17 de S.W. Hayter.
En 1952, il est membre du groupe Art abstrait, fondé par Jo Delahaut et Jean Milo, avec Georges Collignon, Pol Bury, Léopold Plomteux, Jan Saverys et Jan Burssens.
Avec Gabriel Belgeonne, René Carcan, Jean Cox, Octave Landuyt, Lismonde et Luc Peire, il fait partie de Cap d'encre, groupement de plusieurs graveurs qui en 1963, à l'initiative du Ministère belge de la Culture française, a pour but de promouvoir l'art de la gravure et la diffusion de l'estampe originale.
« René Mels est surtout connu comme graveur et “une science du métier exemplaire lui permet d'allier avec sensibilité le relief, la couleur et le trait” » (La Jeune Peinture belge 1945-1948, Phil Mertens).
René Mels est mort en 1977 à Woluwe-Saint-Lambert.

## Muséographie
- Cabinet des Estampes - Bruxelles - Belgique
- Musées royaux des beaux-arts - Musée d'Art Moderne - Bruxelles - Belgique
- Musée de Louvain - Leuven - Belgique
- Musée Gaspar-Collection de l'Institut Archéologique du Luxembourg, Arlon - Belgique.
- Cabinet des Estampes de la Bibliothèque nationale - Paris - France
- Musée de Brooklyn - New York - États-Unis